# Cheslyn Hay
Cheslyn Hay är en civil parish i Storbritannien.   Den ligger i grevskapet Staffordshire och riksdelen England, i den södra delen av landet, 180 km nordväst om huvudstaden London. Antalet invånare är 7 539. Arean är 3,8 kvadratkilometer.
Terrängen i Cheslyn Hay är platt.